# Varikokela
Varikokela je proširenje vena koje odvode krv iz sjemenika (testisa), takozvanih vena spermatičnog pleksusa. 
To je problem koji muči šestinu muškaraca, većinom u dobi od 15 do 25 godina. U 90-ak posto slučajeva se nalazi na lijevom testisu, ali se može javiti desno ili obostrano. Varikokela može izazvati bol u testisu i dovesti do neplodnosti (u 20-30% slučajeva) ako se ne liječi.

## Uzroci
Posljedice varikokele je vraćanje i zastoj venske krvi u testisu, slično kao i kod proširenih vena na nogama. Venska krv bi  trebala putovati samo u smjeru iz testisa prema srcu, što osiguravaju listići u venama koji se nazivaju zalisci. Oni djeluju poput ventila koji propuštaju krv samo u jednom smjeru (prema srcu). Ukoliko zalisci ne funkcioniraju dobro (npr. iz genetskih razloga), venska krv stoji u venama ili se vraća, a vene se posljedično šire. Varikokela je češće s lijeve strane jer se vene iz lijevog testisa ulijevaju okomito u bubrežnu venu, gdje je uz to i veći tlak. Rijetko varikokela može biti uzrokovana pritiskom na vene izvana, npr. tumorom bubrega. Ukoliko se varikokela pojavi u predškolskoj dobi ili je obostrana, preporuča se učiniti ultrazvučni pregled trbuha kako bi se isključio pritisak izvana. 

## Posljedice
Vraćanje i zastoj venske krvi u testisu oštećuje rast testisa kod dječaka i smanjuje proizvodnju spermija. Otprilike 20% adolescenata s varikokelom ima poremećaj proizvodnje spermija i rizik da kasnije budu neplodni, pa je potrebno liječenje. Ako se liječenje poduzme pravovremeno, veličina i funkcija testisa se mogu u potpunosti oporaviti.

## Otkrivanje
Varikokela se može zapaziti kao oteklina mošnje iznad testisa. Otkriva se prilikom pregleda testisa u stojećem položaju, a potvrđuje ultrazvukom. Neki muškarci s varikokelom imaju bol u testisu, koja je izraženija prilikom duljeg stajanja ili tjelesne aktivnosti.

## Liječenje
Varikokela se liječi ukoliko: 
1) postoji bol u testisu 
2) testis je manji 
3) postoji oštećenje stvaranja spermija. 
Oštećenje stvaranja spermija se utvrđuje laboratorijskom pretragom koja se naziva spermiogram. Spermiogram je analiza ejakulata nakon masturbacije kojom se određuje broj, izgled i pokretljivost spermija.  
Liječenje varikokele je kirurško (varikokelektomija). Taj zahvat je jednostavan i zahtjeva minimalan oporavak, najčešće 2 tjedna. Najbolji rezultati se postižu mikrokirurškom tehnikom koja se izvodi kroz rez duljine 3 cm u preponi. Operacija se može raditi u općoj ili lokalnoj anesteziji. Tijekom operacije se proširene vene pod kontrolom mikroskopa podvezuju uz očuvanje testikularne arterije i limfnih vodova. Komplikacije su rijetke. Operaciju kod dječaka i adolescenata izvodi dječji kirurg, a kod odraslih muškaraca urolog.  